# ديفيد بوست
ديفيد بوست (بالإنجليزية: David G. Post)‏ هو عالم قانوني ومحامي أمريكي، ولد في 1950.